# Eduardo Paxeco
Eduardo Paxeco (né le 26 avril 1982 à Valparaíso) est un acteur chilien.

## Cinéma
- 2009 : Drama : Johnny
- 2010 : La Buena Vida d'Andrés Wood
- 2019 : Ema de Pablo Larraín

## Télévision

### Telenovelas
- 2010 : Mujeres de lujo (Chilevisión) : Sergio Piña / Tommy
- 2010 : Primera Dama (Canal 13) : Caetano Bello
- 2011 : Infiltradas (Chilevisión) : Emiliano Alvarado
- 2011 : Aquí mando yo (TVN) : Jonathan
- 2012 : Maldita (Mega) : Manuel Espinoza
- 2012-2013 : La Sexóloga (Chilevisión) : Nicolay Curilén
- 2013 : Soltera otra vez 2 (Canal 13) : Inti
- 2014 : Las dos Carolinas (Chilevisión) : Lautaro Martínez